# Локвањи (Моне)
Локвањи назив је за серију од око 250 слика француског сликара Клода Монеа. Слике су рађене у техници уље на платну и приказују сликареву башту у Живернију. Моне је провео тридесет година свог живота сликајући локвање. Многе од радова насликао је док је боловао од катаракте.

## Позадина
Клод Моне је праксу сликања велике серије истог мотива започео још 1889. године насликавши бар десет слика у серији Valley of the Creuse излагане у галерији Georges Petit. Његова друга позната серија била је Haystacks.
Моне је био велики љубитељ природе. Године 1890. одлучио је да направи своју водену башту у Живернију, стотинак километара удаљеној од Париза. Пет година касније почео је да слика исте мотиве локвања изнова и изнова у различитим временским интервалима и условима. Желећи да засади и одржи развој егзотичних биљака наставио је са развојем врта 1901. године. Већ наредне године почео је да ради на серији Водених љиљана. Увидевши да се његов стваралачки подухват развија споријим темпом од очекиваног, он 1906. одлучује да одложи своју изложбу. Само три године касније изложио је 48 слика на платну са мотивима водених љиљана. 
Током 1920-их година Француска је саградила неколико овалних соба у галерији музеја Оранжери чији зидови су постали стални дом осам Монеових мурала Водених љиљана. Изложба је отворена 16. маја 1927, шест мјесеци након Монеове смрти. Године 1999. у овој галерији представљена је Монеова изложба шездесет слика локвања на платну прикупљених из цијелог свијета.
Слике из серије Водених љиљана налазе се у многобројним музејима широм свијета, укључујући Musée Marmottan Monet и musée d'Orsay у Паризу, Metropolitan Museum of Art у Њујорку, у Art Institute of Chicago, Saint Louis Art Museum, the Nelson-Atkins Museum of Art у Канзас Ситију (Мисури), the Carnegie Museum of Art, the National Museum of Wales, the Musée des Beaux-Arts de Nantes, the Cleveland Museum of Art, Portland Art Museum and the Legion of Honor.

## Слике на аукцијама
Аукцијска кућа Сотби је у Лондону 2007. године продала једну од слика локвања за 18,5 милиона фунти. Годину дана касније, кућа Кристис зарадила је 41 милион фунти продавши Moneov Le Bassin Aux Nymphéas, првобитно процењену на износ између 18 и 24 милиона. Иста кућа је маја 2014. године продала још једну слику из серије за 27 милиона америчких долара.

## Галерија
- Јапански мост, 1899.
- Тополе на обалама реке Епт, 1900.
- Стаза у уметниковом врту, 1902.
- Локвањи, 1907.
- Ириси, 1914 — 1917.
- Локвањи, 1916.
- Локвањи, 1916.
- Локвањи и жалосна врба, 1916—1919.
- Жалосна врба, 1918—1919.
- Локвањи, 1920.